# Liên hoan phim Việt Nam lần thứ 13
Liên hoan phim Việt Nam lần thứ 13 được tổ chức từ ngày 6 đến ngày 9 tháng 12 năm 2001, tại Vinh, Nghệ An.
Lễ trao giải và bế mạc giải được tổ chức ngày 9 tháng 12 năm 2001 tại Nhà văn hoá Lao động tỉnh Nghệ An. Diễn viên Hồng Ánh và Quốc Trị được giao phó lễ thượng cở, nhưng vì công việc đột xuất nên Hồng Ánh đã không có mặt. Liên hoan phim kết thúc bằng một bài diễn văn rất dài của ông Lưu Trọng Hồng - Cục trưởng Cục Điện ảnh Việt Nam, Trưởng ban Tổ chức liên hoan phim.
Một chương trình giao lưu giũa những nhệ sĩ và khán giả cũng được tổ chức trong khuôn khổ Liên hoan phim với sự dẫn dắt của Tất Bình và Khánh Huyền. Một sự việc hy hữu xảy ra trong lễ trao giải khi một người bị nhận nhầm là đạo diễn Khải Hưng, điều đặc biệt là người này có dáng dấp, đầu tóc và kiểu dáng, màu sắc trang phục khá giống với vị đạo diễn - lúc này đang trên bục nhận giải - và dù bị nhận nhầm nhưng người này vẫn ký tặng cho khán giả.

## Những phim tham dự liên hoan
- Phim truyện: Đời cát, Vào Nam ra Bắc, Mặt trận không tiếng súng, Bến không chồng, Hai Bình làm thủy điện, Khoảnh khắc chiến tranh, Chiếc hộp gia bảo, Chiếc chìa khoá vàng, Mùa ổi, Dưới tán rừng lặng lẽ, Ba người đàn ông, Thung lũng hoang vắng
- Phim video: Gia đình người lính, Ba lẻ một, Đồng hành, Không giống ai, Nước mắt buồn vui, Nắng chiều, Sống lại ở quê hương, Con của sông Dinh, Cánh buồm ảo ảnh, Giã từ cát bụi, Trường Sơn ngày ấy, Tội phạm (2 tập), Gấu cổ trắng, Nữ võ sĩ, 5 W trong 1, Họ mãi là đồng đội (2 tập), Đức tin, Triệu phú làng Kình, Ti vi về làng, Nguyên tắc là nguyên tắc, Chiến dịch ISO, Vượt sóng
- Phim tài liệu: Người La Hủ, Người Hà Nhì, Có một khung trời tuổi thơ, Trần Văn Khê (Những chuyến trở về hồn nước), Trẻ em đường phố, Về một thành phố anh hùng, Bác Hồ ở Vân Nam, Củ bình vôi và hợp chất Rotundin Sulfat, Nguyện cùng Người, Trầm tích Thăng Long, Những miền quê họ đến, Nguồn sức mạnh, Tây Nguyên trong lòng Tổ quốc, Ngọn đèn trên sóng, Giữa vùng ngập lũ, Làng ta, Di chúc của những oan hồn, Dòng máu, Chiến dịch khai quang, Chúng con mãi mãi bên Người, Hai mươi mốt năm, một chặng đường, Những người trong truyện, Chuyện kể từ Phiêng Ban, Người vượt giới tuyến, Chùa Dâu đất Phật, Cuộc đời một nhà nho, Cuộc không chiến lịch sử, Hồi ức năm 40, Lối xưa, Miền Nam trong trái tim Người, Người con của đất mũi, Nữ dũng sĩ Củ Chi ngày ấy - bây giờ, Đời người - Thế kỷ, Quá khứ vẫn còn ở phía trước, Trà Giang - con người năm tháng, Xử sĩ Võ Trường Toản, Đường đua chiến thắng, Vật cổ truyền Việt Nam, Thủ đô Hà Nội - Thế kỷ ánh sáng, Chị Năm "Khùng", Chốn quê, Cao nguyên đá, Đam San trong huyền thoại mới, Có một người nông dân như thế, Đồng nghiệp, Điệu múa cổ, Một thế kỷ - Một đời người, Tiếng gọi từ bầy linh trưởng, Xin chớ thờ ơ, Niềm tin thế kỷ, Ngôi nhà không còn đàn ông, Bác Hồ với nông dân, Những cánh chim trở về, Ngôi nhà bên hồ, Biên cương đẹp những mùa vàng, Chuyện cũ qua rồi, Nói với Hồ Vai, Phạm Văn Khoa, Nghệ sĩ từ trong hành động, Về với Tây Nguyên, Thảm hoạ trắng
- Phim hoạt hình: Lão nhím lông xù, Con gà cánh tiên, Chiếc khăn lụa xanh, Mặt trời của bé, Em bé và sóc con, Báu vật của nhái hoa, Sự tích cái nhà sàn, Cái mào của gà trống, Tiếng gọi của bầu trời, Chú Voi rốc, Xe đạp, Chú bé phô tô, Sự tích rước đèn trung thu, Đổi chân

Trưởng Ban giám khảo các mục phim: Phim truyện: Nguyễn Khắc Bộ, Phim video: NSND Huy Thành, Phim tài liệu: Trần Thế Dân và Phim hoạt hình: Ngô Mạnh Lân.

## Kết quả

### Phim điện ảnh
| Giải thưởng cho tác phẩm                         | Giải thưởng cho tác phẩm | Giải thưởng cho tác phẩm | Giải thưởng cho tác phẩm  | Giải thưởng cho tác phẩm |
| Giải                                             | Phim                     | Đạo diễn                 | Sản xuất                  | Chú thích                |
| ------------------------------------------------ | ------------------------ | ------------------------ | ------------------------- | ------------------------ |
| Xem thêm: Giải Bông Sen cho phim truyện điện ảnh |                          |                          |                           |                          |
| Bông sen Vàng                                    | Mùa ổi                   | Đặng Nhật Minh           | Hãng phim Thanh niên      | [ 1 ]                    |
| Bông sen Vàng                                    | Đời cát                  | Nguyễn Thanh Vân         | Hãng phim truyện Việt Nam | [ 1 ]                    |
| Bông sen Bạc                                     | Thung lũng hoang vắng    | Phạm Nhuệ Giang          | Hãng phim truyện Việt Nam | [ 1 ]                    |
| Bông sen Bạc                                     | Bến không chồng          | Lưu Trọng Ninh           | Hãng phim truyện Việt Nam | [ 1 ]                    |
| Bằng khen / Giải của Ban Giám khảo               | Ba người đàn ông         | Trần Ngọc Phong          | Hãng phim Giải Phóng      | [ 7 ] [ 8 ]              |

| Giải thưởng cho cá nhân          | Giải thưởng cho cá nhân | Giải thưởng cho cá nhân          | Giải thưởng cho cá nhân |
| Giải thưởng                      | Nhận giải               | Phim                             | Chú thích               |
| -------------------------------- | ----------------------- | -------------------------------- | ----------------------- |
| Nữ diễn viên chính xuất sắc nhất | Hồng Ánh                | Đời cát và Thung lũng hoang vắng | [ 1 ] [ 9 ]             |
| Nữ diễn viên phụ xuất sắc        | Lan Hà                  | Đời cát                          | [ 1 ] [ 9 ]             |
| Nữ diễn viên phụ xuất sắc        | Vũ Phương Thanh         | Vào Nam ra Bắc                   | [ 1 ] [ 9 ]             |
| Nam diễn viên chính xuất sắc     | Bùi Bài Bình            | Mùa ổi                           | [ 1 ] [ 9 ]             |
| Nam diễn viên phụ xuất sắc       | không trao giải         | không trao giải                  | [ 1 ] [ 9 ]             |
| Đạo diễn xuất sắc                | Nguyễn Thanh Vân        | Đời cát                          | [ 1 ] [ 9 ]             |
| Quay phim xuất sắc               | Lý Thái Dũng            | Thung lũng hoang vắng            | [ 1 ] [ 9 ]             |
| Quay phim xuất sắc               | Vũ Đức Tùng             | Mùa ổi                           | [ 1 ] [ 9 ]             |
| Biên kịch xuất sắc               | Nguyễn Quang Lập        | Đời cát và Thung lũng hoang vắng | [ 1 ] [ 9 ]             |
| Thiết kế mỹ thuật xuất sắc       | Phạm Nguyên Cẩn         | Chiếc chìa khoá vàng             | [ 1 ] [ 9 ]             |
| Nhạc phim xuất sắc               | Đặng Hữu Phúc           | Mùa ổi                           | [ 1 ] [ 9 ]             |

### Phim video
| Giải thưởng cho tác phẩm | Giải thưởng cho tác phẩm | Giải thưởng cho tác phẩm | Giải thưởng cho tác phẩm | Giải thưởng cho tác phẩm |
| Giải                     | Phim                     | Đạo diễn                 | Sản xuất                 | Chú thích                |
| ------------------------ | ------------------------ | ------------------------ | ------------------------ | ------------------------ |
| Bông sen Vàng            | Ba lẻ một                | Khải Hưng                |                          | [ 1 ]                    |
| Bông sen Bạc             | Gấu cổ trắng             | Trương Dũng              |                          | [ 1 ]                    |
| Bông sen Bạc             | Họ mãi là đồng đội       | Hữu Thanh                |                          | [ 1 ]                    |

| Giải thưởng cho cá nhân          | Giải thưởng cho cá nhân | Giải thưởng cho cá nhân        | Giải thưởng cho cá nhân |
| Giải thưởng                      | Nhận giải               | Phim                           | Chú thích               |
| -------------------------------- | ----------------------- | ------------------------------ | ----------------------- |
| Nữ diễn viên chính xuất sắc nhất | Diễm Lộc                | Nắng chiều                     | [ 1 ]                   |
| Nữ diễn viên phụ xuất sắc        | Hoài Trang              | Giã từ cát bụi                 | [ 1 ]                   |
| Nam diễn viên chính xuất sắc     | Hoàng Phi               | Gấu cổ trắng                   | [ 1 ]                   |
| Nam diễn viên phụ xuất sắc       | không trao giải         | không trao giải                | [ 1 ]                   |
| Đạo diễn xuất sắc                | Khải Hưng               | Ba lẻ một                      | [ 1 ]                   |
| Quay phim xuất sắc               | Cao Thành Danh          | 5W trong 1 và Cánh buồm ảo ảnh | [ 1 ]                   |
| Quay phim xuất sắc               | Lê Quang Hưng           | Họ mãi là đồng đội             | [ 1 ]                   |
| Biên kịch xuất sắc               | Gia Vũ                  | Gấu cổ trắng                   | [ 1 ]                   |
| Thiết kế mỹ thuật xuất sắc       | không trao giải         | không trao giải                | [ 1 ]                   |
| Âm nhạc xuất sắc                 | Đặng Hữu Phúc           | Nắng chiều                     | [ 1 ]                   |
| Âm nhạc xuất sắc                 | Bảo Phúc                | Giã từ cát bụi                 | [ 1 ]                   |

### Phim thời sự, tài liệu, khoa học
| Giải thưởng cho tác phẩm | Giải thưởng cho tác phẩm  | Giải thưởng cho tác phẩm | Giải thưởng cho tác phẩm               | Giải thưởng cho tác phẩm |
| Giải                     | Phim                      | Đạo diễn                 | Sản xuất                               | Chú thích                |
| ------------------------ | ------------------------- | ------------------------ | -------------------------------------- | ------------------------ |
| Bông sen Vàng            | Chị Năm khùng             | Lại Văn Sinh             | Hãng phim Tài liệu Khoa học Trung ương | [ 1 ]                    |
| Bông sen Vàng            | Di chúc của những oan hồn | Văn Lê                   | Hãng phim Tài liệu Khoa học Trung ương | [ 1 ]                    |
| Bông sen Bạc             | Người anh cả của quân đội | Lê Thi, Lưu Văn Quỳ      | Điện ảnh Quân đội nhân dân             | [ 1 ]                    |
| Bông sen Bạc             | Cao nguyên đá             | Lê Mạnh Thích            | Hãng phim Tài liệu Khoa học Trung ương | [ 1 ]                    |
| Bông sen Bạc             | Cuộc không chiến lịch sử  | Nguyễn Kế Nghiệp         | Hãng phim Tài liệu Khoa học Trung ương | [ 1 ]                    |
| Bằng khen                | Chốn quê                  | Nguyễn Sĩ Chung          | Hãng phim Tài liệu Khoa học Trung ương | cùng 6 phim khác         |

| Giải thưởng cho cá nhân | Giải thưởng cho cá nhân | Giải thưởng cho cá nhân                   | Giải thưởng cho cá nhân |
| Giải thưởng             | Nhận giải               | Phim                                      | Chú thích               |
| ----------------------- | ----------------------- | ----------------------------------------- | ----------------------- |
| Đạo diễn xuất sắc       | Văn Lê                  | Di chúc của những oan hồn                 | [ 1 ]                   |
| Biên kịch xuất sắc      | Đào Trọng Khánh         | Một thế kỷ - Một đời người                | [ 1 ]                   |
| Quay phim xuất sắc      | Nguyễn Văn Hướng        | Điệu múa cổ                               | [ 1 ]                   |
| Quay phim xuất sắc      | Nguyễn Như Vũ           | Cao nguyên đá                             | [ 1 ]                   |
| Âm nhạc xuất sắc        | Lê Huy Hoà              | Điệu múa cổ, Chị Năm khùng, Cao nguyên đá | [ 1 ]                   |

### Phim hoạt hình
| Giải thưởng cho tác phẩm | Giải thưởng cho tác phẩm   | Giải thưởng cho tác phẩm | Giải thưởng cho tác phẩm | Giải thưởng cho tác phẩm |
| Giải                     | Phim                       | Đạo diễn                 | Sản xuất                 | Chú thích                |
| ------------------------ | -------------------------- | ------------------------ | ------------------------ | ------------------------ |
| Bông sen Vàng            | Xe đạp                     | Nguyễn Phương Hoa        |                          | [ 1 ]                    |
| Bông sen Vàng            | Sự tích cái nhà sàn        | Hà Bắc                   |                          | [ 1 ]                    |
| Bông sen Bạc             | Sự tích rước đèn Trung thu |                          |                          | [ 1 ]                    |

| Giải thưởng cho cá nhân   | Giải thưởng cho cá nhân | Giải thưởng cho cá nhân    | Giải thưởng cho cá nhân |
| Giải thưởng               | Nhận giải               | Phim                       | Chú thích               |
| ------------------------- | ----------------------- | -------------------------- | ----------------------- |
| Đạo diễn xuất sắc         | Nguyễn Phương Hoa       | Xe đạp                     | [ 1 ]                   |
| Biên kịch xuất sắc        | Phạm Sông Đông          | Xe đạp                     | [ 1 ]                   |
| Quay phim xuất sắc        | Nguyễn Thủy Hằng        | Sự tích cái nhà sàn        | [ 1 ]                   |
| Họa sĩ tạo hình xuất sắc  | Hà Bắc                  | Sự tích cái nhà sàn        | [ 1 ]                   |
| Họa sĩ tạo hình xuất sắc  | Lý Thu Hà               | Sự tích rước đèn Trung thu | [ 1 ]                   |
| Họa sĩ diễn xuất xuất sắc | Hoàng Lộc               | Xe đạp                     | [ 1 ]                   |
| Âm nhạc xuất sắc nhất:    | Đỗ Hồng Quân            | Sự tích rước đèn Trung thu | [ 1 ]                   |